# Lithophyllum reesei
Lithophyllum  reesei E.Y. Dawson, 1960  é o nome botânico  de uma espécie de algas vermelhas pluricelulares do gênero Lithophyllum, família Corallinaceae.
- São algas marinhas encontradas no México (Pacífico).

## Sinonímia
- Não apresenta sinônimos.